# Đông Phước A
Đông Phước A là một xã thuộc huyện, Châu Thành, tỉnh Hậu Giang, Việt Nam.

## Địa lý
Xã Đông Phước A có diện tích 22,58 km², dân số năm 2001 là 9.290 người, mật độ dân số đạt 411 người/km².

## Hành chính
Xã Đông Phước A được chia thành 8 ấp: Long Lợi, Long Lợi A, Phước Hòa, Phước Hòa A, Phước Hưng, Phước Long, Tân Long, Tân Thuận.

## Lịch sử
Ngày 11 tháng 7 năm 2019, Hội đồng Nhân dân tỉnh Hậu Giang ban hành Nghị quyết 11/2019/NQ-HĐND về việc sáp nhập ấp Hưng Thạnh vào ấp Phước Hưng.